# Classique de Saint-Sébastien 2018
La Classique de Saint-Sébastien 2018 est la 38e édition de cette course cycliste masculine sur route. Elle a lieu le 4 août 2018 au Pays basque, en Espagne, et fait partie du calendrier UCI World Tour 2018.

## Équipes
La Classique de Saint-Sébastien faisant partie du calendrier de l'UCI World Tour, les dix-huit « World Teams » y participent. Quatre équipes continentales professionnelles sont invitées : Caja Rural Seguros RGA, Euskadi Basque Country Murias et Burgos BH, qui sont les trois équipes espagnoles évoluant à ce niveau, et l'équipe française Cofidis. Les vingt-deux équipes participant à la course sont donc les suivantes :
| WorldTeams (18)- Sky - AG2R La Mondiale - Astana - Bahrain-Merida - BMC Racing Team - Bora-Hansgrohe - Groupama-FDJ - Lotto Soudal - Mitchelton-Scott - Movistar Team - Quick-Step Floors - Dimension Data - EF Education First-Drapac p/b Cannondale - Katusha-Alpecin - Lotto NL-Jumbo - Team Sunweb - Trek-Segafredo - UAE Team Emirates Équipes continentales professionnelles (4)- Burgos-BH - Caja Rural-Seguros RGA - Cofidis, Solutions Crédits - Euskadi Basque Country-Murias |
| |

## Récit de la course
Une grosse chute collective affecte de nombreux favoris comme Mikel Landa et Egan Bernal, qui abandonnent.
Dans la dernière ascension, Bauke Mollema est le premier coureur à faire un écart. Il est rattrapé à proximité du sommet par Julian Alaphilippe. Les deux coureurs se relaient bien et prennent rapidement une bonne avance sur le peloton. Durant le sprint final, Mollema lance son effort en premier. Il est facilement dépassé par Alaphilippe dans les derniers 150 mètres. Anthony Roux remporte le sprint du peloton et termine troisième, ce qui fait deux coureurs français sur le podium.

## Classement final
| \| Classement général \| Classement général \| Classement général \| Classement général \| Classement général \| \| Coureur \| Coureur \| Pays \| Équipe \| Temps \| \| ------------------ \| ------------------ \| ------------------ \| -------------------------- \| ------------------ \| \| 1er \| Julian Alaphilippe \| France \| Quick-Step Floors \| 6 h 03 min 45 s \| \| 2e \| Bauke Mollema \| Pays-Bas \| Trek-Segafredo \| + 0 s \| \| 3e \| Anthony Roux \| France \| Groupama-FDJ \| + 16 s \| \| 4e \| Greg Van Avermaet \| Belgique \| BMC Racing Team \| + 16 s \| \| 5e \| Julien Simon \| France \| Cofidis, Solutions Crédits \| + 16 s \| \| 6e \| Rigoberto Urán \| Colombie \| EF Education First-Drapac \| + 16 s \| \| 7e \| Ion Izagirre \| Espagne \| Bahrain-Merida \| + 16 s \| \| 8e \| Robert Gesink \| Pays-Bas \| LottoNL-Jumbo \| + 16 s \| \| 9e \| Steven Kruijswijk \| Pays-Bas \| LottoNL-Jumbo \| + 16 s \| \| 10e \| Antwan Tolhoek \| Pays-Bas \| LottoNL-Jumbo \| + 16 s \| \| 11e \| Rudy Molard \| France \| Groupama-FDJ \| + 20 s \| \| 12e \| Dan Martin \| Irlande \| UAE Team Emirates \| + 43 s \| \| 13e \| Toms Skujiņš \| Lettonie \| Trek-Segafredo \| + 48 s \| \| 14e \| Igor Antón \| Espagne \| Dimension Data \| + 49 s \| \| 15e \| Daryl Impey \| Afrique du Sud \| Mitchelton-Scott \| + 51 s \| |                    |                |                            |                 |
| |                    |                |                            |                 |
| Source : ProCyclingStats |                    |                |                            |                 |
| Classement général |                    |                |                            |                 |
| Coureur | Coureur            | Pays           | Équipe                     | Temps           |
| 1er | Julian Alaphilippe | France         | Quick-Step Floors          | 6 h 03 min 45 s |
| 2e | Bauke Mollema      | Pays-Bas       | Trek-Segafredo             | + 0 s           |
| 3e | Anthony Roux       | France         | Groupama-FDJ               | + 16 s          |
| 4e | Greg Van Avermaet  | Belgique       | BMC Racing Team            | + 16 s          |
| 5e | Julien Simon       | France         | Cofidis, Solutions Crédits | + 16 s          |
| 6e | Rigoberto Urán     | Colombie       | EF Education First-Drapac  | + 16 s          |
| 7e | Ion Izagirre       | Espagne        | Bahrain-Merida             | + 16 s          |
| 8e | Robert Gesink      | Pays-Bas       | LottoNL-Jumbo              | + 16 s          |
| 9e | Steven Kruijswijk  | Pays-Bas       | LottoNL-Jumbo              | + 16 s          |
| 10e | Antwan Tolhoek     | Pays-Bas       | LottoNL-Jumbo              | + 16 s          |
| 11e | Rudy Molard        | France         | Groupama-FDJ               | + 20 s          |
| 12e | Dan Martin         | Irlande        | UAE Team Emirates          | + 43 s          |
| 13e | Toms Skujiņš       | Lettonie       | Trek-Segafredo             | + 48 s          |
| 14e | Igor Antón         | Espagne        | Dimension Data             | + 49 s          |
| 15e | Daryl Impey        | Afrique du Sud | Mitchelton-Scott           | + 51 s          |

### Classements UCI
La Classique de Saint-Sébastien distribue aux soixante premiers coureurs les points suivants pour le classement individuel de l'UCI World Tour (uniquement pour les coureurs membres d'équipes World Tour) et le Classement mondial UCI (pour tous les coureurs) :
| Position           | 1er | 2e  | 3e  | 4e  | 5e  | 6e  | 7e  | 8e  | 9e | 10e | 11e | 12e | 13e | 14e | 15e | 16e à 20e | 21e à 30e | 31e à 50e | 51e à 55e | 56e à 60e |
| Classement général | 400 | 320 | 260 | 220 | 180 | 140 | 120 | 100 | 80 | 68  | 56  | 48  | 40  | 32  | 28  | 24        | 16        | 8         | 4         | 2         |

#### Classements UCI World Tour à l'issue de la course
| Rang | Coureur            | Équipe            | Points  |
| ---- | ------------------ | ----------------- | ------- |
| 1er  | Peter Sagan        | Bora-Hansgrohe    | 2684    |
| 2e   | Geraint Thomas     | Sky               | 2534.25 |
| 3e   | Julian Alaphilippe | Quick-Step Floors | 2161.12 |
| 4e   | Christopher Froome | Sky               | 1978.68 |
| 5e   | Tom Dumoulin       | Sunweb            | 1975.62 |
| 6e   | Primož Roglič      | Lotto NL-Jumbo    | 1921    |
| 7e   | Alejandro Valverde | Movistar          | 1807    |
| 8e   | Elia Viviani       | Quick-Step Floors | 1647    |
| 9e   | Greg Van Avermaet  | BMC Racing        | 1557.14 |
| 10e  | Romain Bardet      | AG2R La Mondiale  | 1530    |

| Rang | Équipe            | Points   |
| ---- | ----------------- | -------- |
| 1er  | Quick-Step Floors | 10229.97 |
| 2e   | Sky               | 8570     |
| 3e   | Bora-Hansgrohe    | 6919     |
| 4e   | BMC Racing        | 6410.97  |
| 5e   | Mitchelton-Scott  | 6387.03  |
| 6e   | Movistar          | 5948     |
| 7e   | Astana            | 5476     |
| 8e   | Lotto NL-Jumbo    | 5277     |
| 9e   | Bahrain-Merida    | 5250     |
| 10e  | Sunweb            | 5015.95  |

## Liste des participants
| Légende | Légende                                                                       | Légende | Légende                                                    |
| ------- | ----------------------------------------------------------------------------- | ------- | ---------------------------------------------------------- |
| Num     | Dossard de départ porté par le coureur sur cette Classique de Saint-Sébastien | Pos     | Position à l'arrivée de la course                          |
|         | Indique un maillot de champion national ou mondial, suivi de sa spécialité    | NP      | Indique un coureur qui n'a pas pris le départ de la course |
| AB      | Indique un coureur qui n'a pas terminé la course                              | HD      | Indique un coureur qui a terminé la course hors des délais |

| Sky SKY             | Sky SKY                    | Sky SKY |
| ------------------- | -------------------------- | ------- |
| Num                 | Coureur                    | Pos     |
| 1                   | Egan Bernal (COL)          |         |
| 2                   | Jonathan Castroviejo (ESP) |         |
| 3                   | David de la Cruz (ESP)     |         |
| 4                   | Vasil Kiryienka (BLR)      |         |
| 5                   | Tao Geoghegan Hart (GBR)   |         |
| 6                   | Sebastián Henao (COL)      |         |
| 7                   | David López García (ESP)   |         |
| Directeur sportif : |                            |         |

| AG2R La Mondiale ALM | AG2R La Mondiale ALM   | AG2R La Mondiale ALM |
| -------------------- | ---------------------- | -------------------- |
| Num                  | Coureur                | Pos                  |
| 11                   | Tony Gallopin (FRA)    |                      |
| 12                   | François Bidard (FRA)  |                      |
| 13                   | Hubert Dupont (FRA)    |                      |
| 14                   | Mathias Frank (SUI)    |                      |
| 15                   | Alexandre Geniez (FRA) |                      |
| 16                   | Pierre Latour (FRA)    |                      |
| 17                   | Matteo Montaguti (ITA) |                      |
| Directeur sportif :  |                        |                      |

| Astana AST          | Astana AST                 | Astana AST |
| ------------------- | -------------------------- | ---------- |
| Num                 | Coureur                    | Pos        |
| 21                  | Miguel Ángel López (COL)   |            |
| 22                  | Peio Bilbao (ESP)          |            |
| 23                  | Dario Cataldo (ITA)        |            |
| 24                  | Omar Fraile (ESP)          |            |
| 25                  | Jan Hirt (CZE)             |            |
| 26                  | Bakhtiyar Kozhatayev (KAZ) |            |
| 27                  | Nikita Stalnov (KAZ)       |            |
| Directeur sportif : |                            |            |

| Bahrain-Merida TBM  | Bahrain-Merida TBM         | Bahrain-Merida TBM |
| ------------------- | -------------------------- | ------------------ |
| Num                 | Coureur                    | Pos                |
| 31                  | Ion Izagirre (ESP)         |                    |
| 32                  | Manuele Boaro (ITA)        |                    |
| 33                  | Gorka Izagirre (ESP)       |                    |
| 34                  | Ramūnas Navardauskas (LTU) |                    |
| 35                  | Hermann Pernsteiner (AUT)  |                    |
| 36                  | Luka Pibernik (SLO)        |                    |
| 37                  | Kanstantsin Siutsou (BLR)  |                    |
| Directeur sportif : |                            |                    |

| BMC Racing BMC      | BMC Racing BMC          | BMC Racing BMC |
| ------------------- | ----------------------- | -------------- |
| Num                 | Coureur                 | Pos            |
| 41                  | Greg Van Avermaet (BEL) |                |
| 42                  | Patrick Bevin (NZL)     |                |
| 43                  | Simon Gerrans (AUS)     |                |
| 44                  | Michael Schär (SUI)     |                |
| 45                  | Miles Scotson (AUS)     |                |
| 46                  | Francisco Ventoso (ESP) |                |
| 47                  | Loïc Vliegen (BEL)      |                |
| Directeur sportif : |                         |                |

| Bora-Hansgrohe BOH  | Bora-Hansgrohe BOH        | Bora-Hansgrohe BOH |
| ------------------- | ------------------------- | ------------------ |
| Num                 | Coureur                   | Pos                |
| 51                  | Christoph Pfingsten (GER) |                    |
| 52                  | Felix Großschartner (AUT) |                    |
| 53                  | Jay McCarthy (AUS)        |                    |
| 54                  | Gregor Mühlberger (AUT)   |                    |
| 55                  | Juraj Sagan (SVK)         |                    |
| 56                  | Aleksejs Saramotins (LAT) |                    |
| 57                  | Andreas Schillinger (GER) |                    |
| Directeur sportif : |                           |                    |

| Burgos-BH BBH       | Burgos-BH BBH               | Burgos-BH BBH |
| ------------------- | --------------------------- | ------------- |
| Num                 | Coureur                     | Pos           |
| 61                  | Jordi Simón (ESP)           |               |
| 62                  | Jetse Bol (NED)             |               |
| 63                  | Jorge Cubero (ESP)          |               |
| 64                  | Jesús Ezquerra (ESP)        |               |
| 65                  | José Mendes (POR)           |               |
| 66                  | Diego Rubio Hernández (ESP) |               |
| 67                  | Pablo Torres (ESP)          |               |
| Directeur sportif : |                             |               |

| Caja Rural-Seguros RGA CJR | Caja Rural-Seguros RGA CJR | Caja Rural-Seguros RGA CJR |
| -------------------------- | -------------------------- | -------------------------- |
| Num                        | Coureur                    | Pos                        |
| 71                         | Sergio Pardilla (ESP)      |                            |
| 72                         | Julen Amézqueta (ESP)      |                            |
| 73                         | Alex Aranburu (ESP)        |                            |
| 74                         | Jonathan Lastra (ESP)      |                            |
| 75                         | Lluís Mas (ESP)            |                            |
| 76                         | Nick Schultz (AUS)         |                            |
| 77                         | Nelson Soto (COL)          |                            |
| Directeur sportif :        |                            |                            |

| Cofidis COF         | Cofidis COF               | Cofidis COF |
| ------------------- | ------------------------- | ----------- |
| Num                 | Coureur                   | Pos         |
| 81                  | Daniel Navarro (ESP)      |             |
| 82                  |                           |             |
| 83                  | Loïc Chetout (FRA)        |             |
| 84                  | Nicolas Edet (FRA)        |             |
| 85                  | Anthony Perez (FRA)       |             |
| 86                  | Julien Simon (FRA)        |             |
| 87                  | Michael Van Staeyen (BEL) |             |
| Directeur sportif : |                           |             |

| Euskadi Basque Country-Murias EUS | Euskadi Basque Country-Murias EUS | Euskadi Basque Country-Murias EUS |
| --------------------------------- | --------------------------------- | --------------------------------- |
| Num                               | Coureur                           | Pos                               |
| 91                                | Garikoitz Bravo (ESP)             |                                   |
| 92                                | Aritz Bagües (ESP)                |                                   |
| 93                                | Cyril Barthe (FRA)                |                                   |
| 94                                | Mikel Bizkarra (ESP)              |                                   |
| 95                                | Julen Irizar (ESP)                |                                   |
| 96                                | Mikel Iturria (ESP)               |                                   |
| 97                                | Sergio Rodríguez Reche (ESP)      |                                   |
| Directeur sportif :               |                                   |                                   |

| Groupama-FDJ GFC    | Groupama-FDJ GFC         | Groupama-FDJ GFC |
| ------------------- | ------------------------ | ---------------- |
| Num                 | Coureur                  | Pos              |
| 101                 | Arthur Vichot (FRA)      |                  |
| 102                 | David Gaudu (FRA)        |                  |
| 103                 | Matthieu Ladagnous (FRA) |                  |
| 104                 | Jérémy Roy (FRA)         |                  |
| 105                 | Rudy Molard (FRA)        |                  |
| 106                 | Steve Morabito (SUI)     |                  |
| 107                 | Anthony Roux (FRA)       |                  |
| Directeur sportif : |                          |                  |

| Lotto-Soudal LTS    | Lotto-Soudal LTS         | Lotto-Soudal LTS |
| ------------------- | ------------------------ | ---------------- |
| Num                 | Coureur                  | Pos              |
| 111                 | Tim Wellens (BEL)        |                  |
| 112                 | Frederik Frison (BEL)    |                  |
| 113                 | Tomasz Marczyński (POL)  |                  |
| 114                 | Rémy Mertz (BEL)         |                  |
| 115                 | Maxime Monfort (BEL)     |                  |
| 116                 | Tosh Van der Sande (BEL) |                  |
| 117                 | Jelle Vanendert (BEL)    |                  |
| Directeur sportif : |                          |                  |

| Mitchelton-Scott MTS | Mitchelton-Scott MTS  | Mitchelton-Scott MTS |
| -------------------- | --------------------- | -------------------- |
| Num                  | Coureur               | Pos                  |
| 121                  | Mikel Nieve (ESP)     |                      |
| 122                  | Jack Bauer (NZL)      |                      |
| 123                  | Luke Durbridge (AUS)  |                      |
| 124                  | Michael Hepburn (AUS) |                      |
| 125                  | Mathew Hayman (AUS)   |                      |
| 126                  | Daryl Impey (RSA)     |                      |
| 127                  | Svein Tuft (CAN)      |                      |
| Directeur sportif :  |                       |                      |

| Movistar MOV        | Movistar MOV             | Movistar MOV |
| ------------------- | ------------------------ | ------------ |
| Num                 | Coureur                  | Pos          |
| 131                 | Mikel Landa (ESP)        |              |
| 132                 | Andrey Amador (CRC)      |              |
| 133                 | Winner Anacona (COL)     |              |
| 134                 | Víctor de la Parte (ESP) |              |
| 135                 | Nélson Oliveira (POR)    |              |
| 136                 | Marc Soler (ESP)         |              |
| 137                 | Rafael Valls (ESP)       |              |
| Directeur sportif : |                          |              |

| Quick-Step Floors QST | Quick-Step Floors QST    | Quick-Step Floors QST |
| --------------------- | ------------------------ | --------------------- |
| Num                   | Coureur                  | Pos                   |
| 141                   | Julian Alaphilippe (FRA) |                       |
| 142                   | Kasper Asgreen (DEN)     |                       |
| 143                   | Rémi Cavagna (FRA)       |                       |
| 144                   | Bob Jungels (LUX)        |                       |
| 145                   | James Knox (GBR)         |                       |
| 146                   | Jhonatan Narváez (ECU)   |                       |
| 147                   | Pieter Serry (BEL)       |                       |
| Directeur sportif :   |                          |                       |

| Dimension Data DDD  | Dimension Data DDD               | Dimension Data DDD |
| ------------------- | -------------------------------- | ------------------ |
| Num                 | Coureur                          | Pos                |
| 151                 | Louis Meintjes (RSA)             |                    |
| 152                 | Igor Antón (ESP)                 |                    |
| 153                 | Steve Cummings (GBR)             |                    |
| 154                 | Benjamin King (USA)              |                    |
| 155                 | Merhawi Kudus (ERI)              |                    |
| 156                 | Tom-Jelte Slagter (NED)          |                    |
| 157                 | Jacques Janse van Rensburg (RSA) |                    |
| Directeur sportif : |                                  |                    |

| EF Education First-Drapac EFD | EF Education First-Drapac EFD | EF Education First-Drapac EFD |
| ----------------------------- | ----------------------------- | ----------------------------- |
| Num                           | Coureur                       | Pos                           |
| 161                           | Rigoberto Urán (COL)          |                               |
| 162                           | Matti Breschel (DEN)          |                               |
| 163                           | Simon Clarke (AUS)            |                               |
| 164                           | Lawson Craddock (USA)         |                               |
| 165                           | Daniel Martínez (COL)         |                               |
| 166                           | Sebastian Langeveld (NED)     |                               |
| 167                           | Tom Van Asbroeck (BEL)        |                               |
| Directeur sportif :           |                               |                               |

| Katusha-Alpecin TKA | Katusha-Alpecin TKA          | Katusha-Alpecin TKA |
| ------------------- | ---------------------------- | ------------------- |
| Num                 | Coureur                      | Pos                 |
| 171                 | Ilnur Zakarin (RUS)          |                     |
| 172                 | Ian Boswell (GBR)            |                     |
| 173                 | Matteo Fabbro (ITA)          |                     |
| 174                 | Pavel Kochetkov (RUS)        |                     |
| 175                 | Viatcheslav Kouznetsov (RUS) |                     |
| 176                 | Tiago Machado (POR)          |                     |
| 177                 | Willie Smit (RSA)            |                     |
| Directeur sportif : |                              |                     |

| Lotto NL-Jumbo TLJ  | Lotto NL-Jumbo TLJ      | Lotto NL-Jumbo TLJ |
| ------------------- | ----------------------- | ------------------ |
| Num                 | Coureur                 | Pos                |
| 181                 | Primož Roglič (SLO)     |                    |
| 182                 | Robert Gesink (NED)     |                    |
| 183                 | Steven Kruijswijk (NED) |                    |
| 184                 | Bert-Jan Lindeman (NED) |                    |
| 185                 | Paul Martens (GER)      |                    |
| 186                 | Bram Tankink (NED)      |                    |
| 187                 | Antwan Tolhoek (NED)    |                    |
| Directeur sportif : |                         |                    |

| Sunweb SUN          | Sunweb SUN             | Sunweb SUN |
| ------------------- | ---------------------- | ---------- |
| Num                 | Coureur                | Pos        |
| 191                 | Michael Matthews (AUS) |            |
| 192                 | Simon Geschke (GER)    |            |
| 193                 | Chad Haga (USA)        |            |
| 194                 | Chris Hamilton (AUS)   |            |
| 195                 | Jai Hindley (AUS)      |            |
| 196                 | Edward Theuns (BEL)    |            |
| 197                 | Martijn Tusveld (NED)  |            |
| Directeur sportif : |                        |            |

| Trek-Segafredo TFS  | Trek-Segafredo TFS    | Trek-Segafredo TFS |
| ------------------- | --------------------- | ------------------ |
| Num                 | Coureur               | Pos                |
| 201                 | Bauke Mollema (NED)   |                    |
| 202                 | Eugenio Alafaci (ITA) |                    |
| 203                 | Julien Bernard (FRA)  |                    |
| 204                 | Koen de Kort (NED)    |                    |
| 205                 | Michael Gogl (AUT)    |                    |
| 206                 | Markel Irizar (ESP)   |                    |
| 207                 | Toms Skujins (LAT)    |                    |
| Directeur sportif : |                       |                    |

| UAE Emirates UAD    | UAE Emirates UAD             | UAE Emirates UAD |
| ------------------- | ---------------------------- | ---------------- |
| Num                 | Coureur                      | Pos              |
| 211                 | Daniel Martin (IRL)          |                  |
| 212                 | Kristijan Đurasek (CRO)      |                  |
| 213                 | Vegard Stake Laengen (NOR)   |                  |
| 214                 | Manuele Mori (ITA)           |                  |
| 215                 | Jan Polanc (SLO)             |                  |
| 216                 | Aliaksandr Riabushenko (BLR) |                  |
| 217                 | Diego Ulissi (ITA)           |                  |
| Directeur sportif : |                              |                  |